# 河津勝
河津 勝（かわづ まさる、1905年〈明治38年〉7月17日 - 1985年〈昭和60年〉1月23日）は、昭和時代の政治家。相模原市長。

## 経歴
河津養積、計以の二男として、神奈川県高座郡相原村（現相模原市）に生まれる。1920年（大正9年）相原村役場に奉職し、戦後、1946年（昭和21年）相模原町相原出張所長、1951年（昭和26年）総務課長兼財政課長、市制施行以降、建設部長、総務部長などを歴任した。1957年（昭和32年）から8年間に渡り相模原市の助役を務め、1965年（昭和40年）その実績から市長選に立候補し、第5代市長に当選した。
市長在任中は、当時全国屈指の人口急増都市であった同市の都市機能の整備に力点を置き、1968年（昭和43年）相模原市総合計画を策定したほか、米軍基地返還問題について中央官庁との折衝に動いた。1972年（昭和47年）には市基本構想として「たくましい市民のまち相模原」の実現に乗り出し、公共下水道、学校建設、無公害都市、社会福祉の充実、ふるさとまつりの開催などを行った。1977年（昭和52年）まで3期12年市政を担当した。市長在任中の功績から農林大臣表彰、神奈川県知事表彰など数多くの賞を受賞した。

## 栄典
勲章等
- 1960年（昭和35年） - 藍綬褒章[1][2]
- 勲三等瑞宝章[3]

## 親族
- 従弟 河津清三郎（俳優）[1][2]